# 小行星1510
小行星1510（1510 Charlois）是一颗绕太阳运转的小行星，为主小行星带小行星。该小行星于1939年2月22日发现。
該小行星以法國天文學家奧古斯特·沙盧瓦命名。

## 轨道参数
小行星1510的轨道半长轴为2.6699998 UA，离心率为0.150。